# Josette Halpert
Josette Halpert (* 8. Juni 1994) ist eine kanadische Schauspielerin.

## Leben
Halpert ist seit 2006 als Schauspielerin tätig. Internationale Bekanntheit erlangte sie durch die Rolle der Hailey aus der Serie Das Königreich der Anderen. Weiterhin ist sie in Filmen wie The Stone Angel und Flash of Genius zu sehen.

## Privates
Halpert hat eine Schwester namens Linnaea Halpert, die ebenfalls Schauspielerin ist.

## Filmographie
- 2007: The Stone Angel
- 2008: Flash of Genius
- 2013:  Beauty and the Beast (Fernsehserie, 1 Folge)
- 2015: Rookie Blue (Fernsehserie, 1 Folge)
- 2016: Das Königreich der Anderen (The Other Kingdom)
- 2017: Saving Hope (Fernsehserie, 1 Folge)
- 2023: Priscilla